# Circotettix stenometopus
Circotettix stenometopus är en insektsart som först beskrevs av Strohecker och G.M. Buxton 1963.  Circotettix stenometopus ingår i släktet Circotettix och familjen gräshoppor. Inga underarter finns listade i Catalogue of Life.